# Dermestes lardarius
El escarabajo de las despensas (Dermestes lardarius) es una especie de escarabajo en la familia Dermestidae. Se encuentra en todo el mundo. Es una plaga común de los hogares y las instalaciones de almacenamiento en gran parte del mundo. Come productos de origen animal, como carnes y pescados secos, alimentos para mascotas, pieles y cueros, plumas, queso y especímenes de museo como insectos disecados. También puede comer material vegetal con alto contenido de proteínas, como los cereales.
La larva es más larga que el adulto y está cubierta de setas de color marrón rojizo o negro. Tiene dos apéndices en forma de espinas, curvados hacia atrás, en el extremo posterior. La larva tiene apéndices menos curvados. Las larvas maduras tienden a perforar sustratos duros como madera, corcho y yeso para convertirse en pupas.
Los adultos miden generalmente de 0.85 a 1 cm de largo y son de color marrón oscuro con una banda ancha y manchada de color amarillo pálido en la parte superior de los élitros. La banda contiene tres puntos negros dispuestos en forma de triángulo. El esternón y las patas del escarabajo de las despensas están cubiertas de finas setas amarillas. Los adultos se encuentran típicamente al aire libre en áreas protegidas durante el invierno, pero durante la primavera y principios del verano ingresan a los edificios. Las hembras ponen aproximadamente 135 huevos cerca de una fuente de alimento y los huevos eclosionan en aproximadamente 12 días. El ciclo de vida dura alrededor de 40 a 50 días.